# Comuna Ceaga, Tarutino
Ceaga (în ucraineană Петрівка, transliterat: Petrivka) este o comună în raionul Tarutino, regiunea Odesa, Ucraina, formată din satele Ceaga (reședința), Sărățica și Sărățica Nouă.

## Demografie
Componența lingvistică a comunei Ceaga
     Ucraineană (69,08%)
     Română (23,96%)
     Rusă (3,76%)
     Bulgară (2,02%)
     Alte limbi (0,07%)
Conform recensământului din 2001, majoritatea populației comunei Ceaga era vorbitoare de ucraineană (69,08%), existând în minoritate și vorbitori de română (23,96%), rusă (3,76%) și bulgară (2,02%).